# 中华人民共和国铁路技术管理规程
中华人民共和国铁路技术管理规程是中华人民共和国铁路技术管理的基本法规。明确了铁路的基本建设，产品制造，验收交接，以及维修保养等方面的基本要求和和标准，规定了各铁路局、各站段之间的关系，权利职责。是保障铁路安全正点运输的技术总规范。初版發行於1950年。